# Pat Riley
Patrick James Riley (n. 20 martie 1945, Rome⁠(d), New York, SUA) este un fost jucător și antrenor american de baschet. Cu un bilanț de 1.210 de victorii și 694 de înfrângeri, Riley este unul dintre cei mai de succes antrenori din istoria NBA. În 20 de ani de antrenor, și-a condus echipa de 19 ori în playoff și de opt ori în finala NBA. Este cel mai bine cunoscut pentru perioada în care a fost antrenor principal al echipei Los Angeles Lakers, între 1981 și 1989.
Între 1967 și 1976, Riley a jucat pentru San Diego Rockets, Los Angeles Lakers și Phoenix Suns. În 1972 a câștigat campionatul NBA ca jucător cu Lakers. În 1981, l-a succedat lui Paul Westhead ca antrenor principal al Lakers, când Westhead a fost demis după o dispută cu starul Magic Johnson. Cu Riley, Lakers au câștigat patru titluri până în 1988, inclusiv două consecutive pentru prima dată în istoria francizei ('87, '88). După ce Lakers au fost eliminați în semifinalele Conferinței de Vest din 1990 de către Phoenix Suns, Riley a demisionat din funcția de antrenor.
New York Knicks l-a adus în 1991 pentru a construi în jurul pivotului Patrick Ewing o echipă care să lupte la titlu. În playoff-ul din 1993, Knicks a fost cel mai puternic adversar pentru Chicago Bulls a lui Michael Jordan, dar abia în 1994 Knicks au ajuns în finală. Acolo au pierdut 3-4 într-o serie cu Houston Rockets a lui Hakeem Olajuwon. După o nouă ratare a titlului de campion, Riley s-a mutat în 1995 la Miami Heat.
La Miami Heat și-a asumat simultan atribuțiile de antrenor și director general. Riley a construit o echipă de top cu jucători precum Alonzo Mourning și Tim Hardaway. Între ’98 și 2000, Heat a pierdut în playoff în fața fostei echipe a lui Riley, Knicks. În 2000, Heat l-a pierdut pe Alonzo Mourning care a fost diagnosticat cu leziuni renale. După ce Riley nu a reușit să conducă Heat înapoi în vârful ligii în 2002 și 2003, el a renunțat la postul de antrenor, poziție în care a fost instalat Stan Van Gundy, și și-a dedicat toată atenția sarcinilor sale de director general. L-a adus la echipă pe Shaquille O'Neal, construind o nouă echipă în jurul lui și al lui Dwyane Wade.
A revenit în funcția de antrenor pe 12 decembrie 2005, lăsând poziția de director general lui Randy Pfund în februarie 2006. Pe 20 iunie 2006, Miami Heat a câștigat campionatul NBA cu o victorie în deplasare în meciul 6 al finalei împotriva lui Dallas Mavericks. Acesta a fost primul titlul pentru Miami Heat și al cincilea pentru Riley. La sfârșitul lui aprilie 2008, Riley și-a anunțat demisia din funcția de antrenor de baschet. Cu toate acestea, a rămas președintele echipei Heat. În calitate de președinte de echipă, a continuat să ia decizii importante de personal și în 2010 a fost responsabil, printre altele, de aducerile lui LeBron James și Chris Bosh care au format un trio puternic cu Dwyane Wade și cu care a câștigat campionatul NBA în 2012 și 2013.